# جی و ست در مقابل آخرالزمان
جی و ست در برابر آخرالزمان (Jay and Seth Versus the Apocalypse) یک فیلم کوتاه ترسناک کمدی آخرالزمانی آمریکایی محصول سال ۲۰۰۷ به نویسندگی و کارگردانی جیسون استون و نویسندگی مشترک ست روگن و ایوان گلدبرگ است. این فیلم کوتاه ۱۰ دقیقه‌ای، با بازی ست روگن و جی باروچل ساخته شده است. در ابتدا یک تریلر ۸۵ ثانیه‌ای در یوتیوب آپلود شد که حاوی برخی از دیالوگ‌هایی بود که در فیلم کوتاه ۱۰ دقیقه‌ای که بعداً در یوتیوب آپلود شد، وجود نداشت. بعداً این فیلم به یک فیلم بلند سینمایی با عنوان این پایان است (۲۰۱۳) تبدیل شد و به طور کامل در نسخه بلوری همتای بلند خود منتشر شد.

## داستان
«جی و ست در برابر آخرالزمان» روایتگر نسخه‌های تخیلی دو بازیگر است که خود را در آپارتمانشان حبس کرده‌اند و در طول یک رویداد نامشخص آخرالزمانی، بر سر مخمصه‌شان بحث می‌کنند. 